# Ґостково (Куявсько-Поморське воєводство)
Ґостково (пол. Gostkowo) — село в Польщі, у гміні Лисомиці Торунського повіту Куявсько-Поморського воєводства.
Населення — 538 осіб (2011).
У 1975-1998 роках село належало до Торунського воєводства.

## Демографія
Демографічна структура станом на 31 березня 2011 року:
|          | Загалом | Допрацездатний вік | Працездатний вік | Постпрацездатний вік |
| -------- | ------- | ------------------ | ---------------- | -------------------- |
| Чоловіки | 282     | 64                 | 206              | 12                   |
| Жінки    | 256     | 57                 | 156              | 43                   |
| Разом    | 538     | 121                | 362              | 55                   |